# Бесагаш (Западно-Казахстанская область)
Бесагаш (каз. Бесағаш) — село в Бурлинском районе Западно-Казахстанской области Казахстана. Входит в состав Пугачевского сельского округа. Код КАТО — 273659300.

## Население
В 1999 году население села составляло 250 человек (130 мужчин и 120 женщин). По данным переписи 2009 года, в селе проживал 71 человек (38 мужчин и 33 женщины).